# Aartsbisdom Hyderabad
Het aartsbisdom Hyderabad (Latijn: Archidioecesis Hyderabadensis) is een rooms-katholiek aartsbisdom met als zetel Haiderabad, in India. De aartsbisschop van Hyderabad is metropoliet van de kerkprovincie Hyderabad, waartoe ook de volgende suffragane bisdommen behoren: Adilabad (Syro-Malabar), Cuddapah, Khammam, Kurnool, Nalgonda en  Warangal.

## Geschiedenis
Het aartsbisdom werd opgericht in 1851, als het apostolisch vicariaat Hyderabad, uit delen van het apostolisch vicariaat Madras. Op 1 september 1886 werd het verheven tot bisdom, en was suffragaan aan het nieuw verheven aartsbisdom Madras. Op 19 september 1953 werd het verheven tot metropolitaan aartsbisdom.

## Parochies
Het aartsbisdom had in 2021 een oppervlakte van 30.814 km2 en telde 14.389.270 inwoners waarvan 0,8% rooms-katholiek was.

## Ordinarii

### Apostolisch vicarissen
- Daniel Murphy (20 mei 1851 - 14 november 1865)
- Jean-Dominique Barbero (21 januari 1870  - 18 september 1881)

### Bisschoppen
- Pietro Caprotti (apostolisch vicaris: 28 februari 1882, bisschop: 25 november 1886 - 2 juni 1897)
- Pietro Andrea Viganò (25 oktober 1897 - 1908)
- Dionisio Vismara (11 mei 1909 - 19 februari 1948)
- Alfonso Beretta (23 december 1950 - 8 januari 1953)

### Aartsbisschoppen
- Joseph Mark Gopu (bisschop: 8 januari 1953, aartsbisschop: 19 september 1953 - 28 februari 1971)
- Saminini Arulappa (6 december 1971 - 29 januari 2000)
- Marampudi Joji (29 januari 2000 - 27 augustus 2010)
- Thumma Bala (12 maart 2011 - 19 november 2020)
- Anthony Poola (19 november 2020 - heden; kardinaal sinds 2022)

## Galerij van afbeeldingen

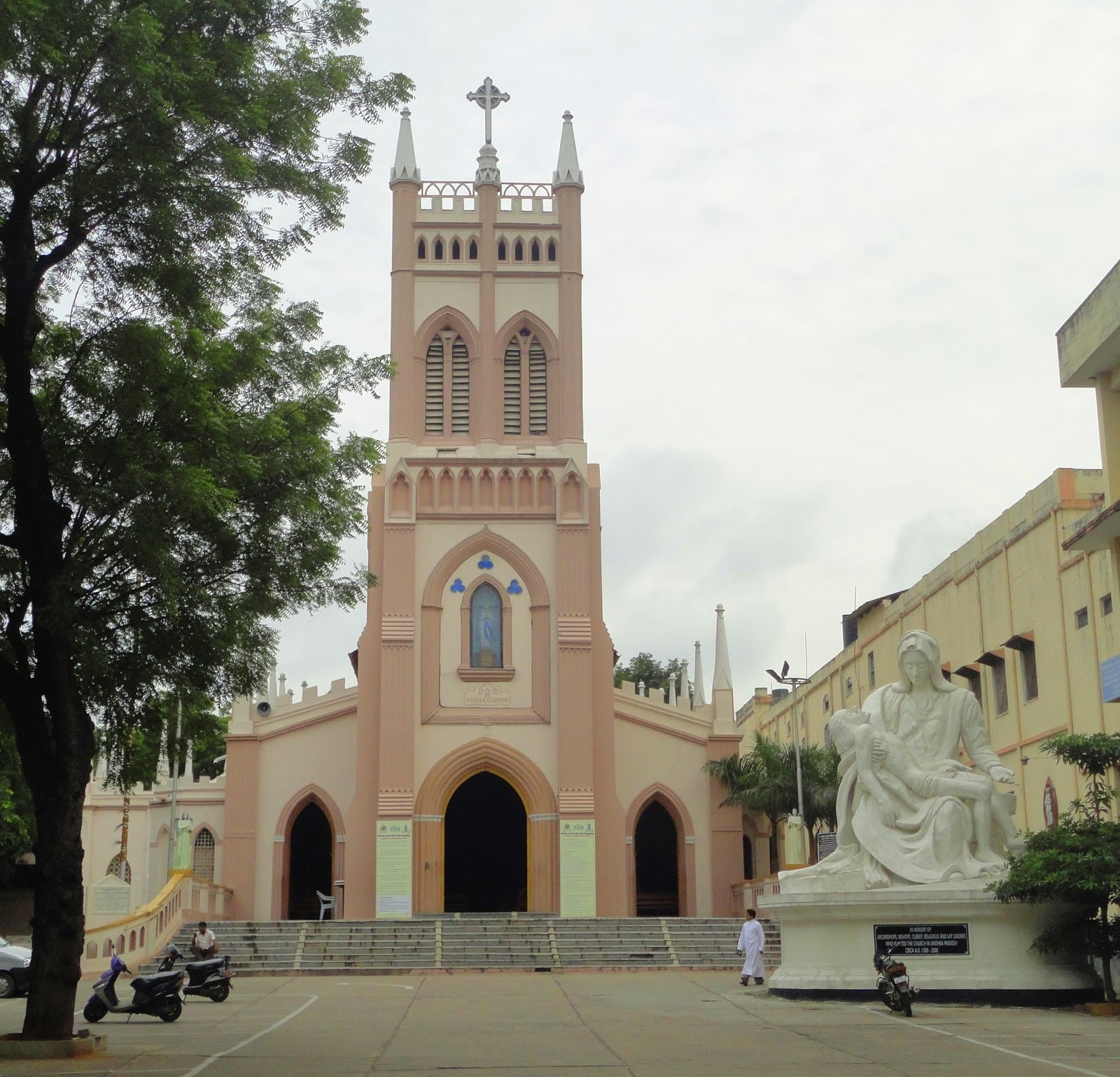
Our Lady of the Assumption-basiliek in Secunderabad
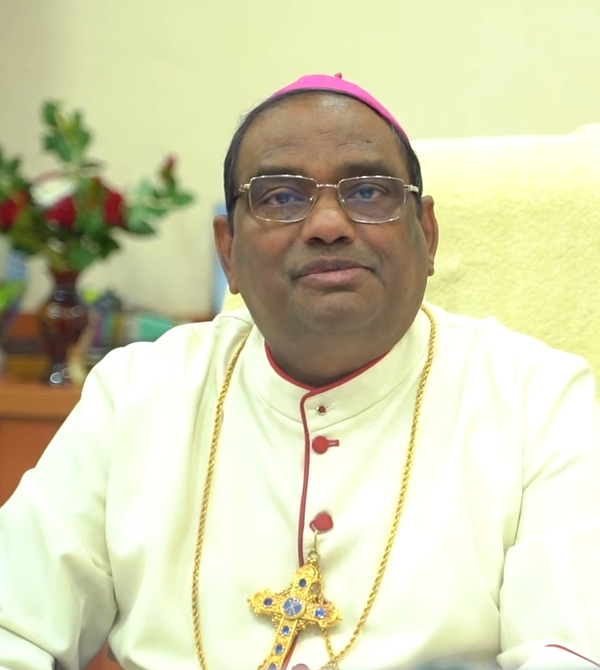
Aartsbisschop Anthony Poola (2020-heden), kardinaal gecreëerd in 2022
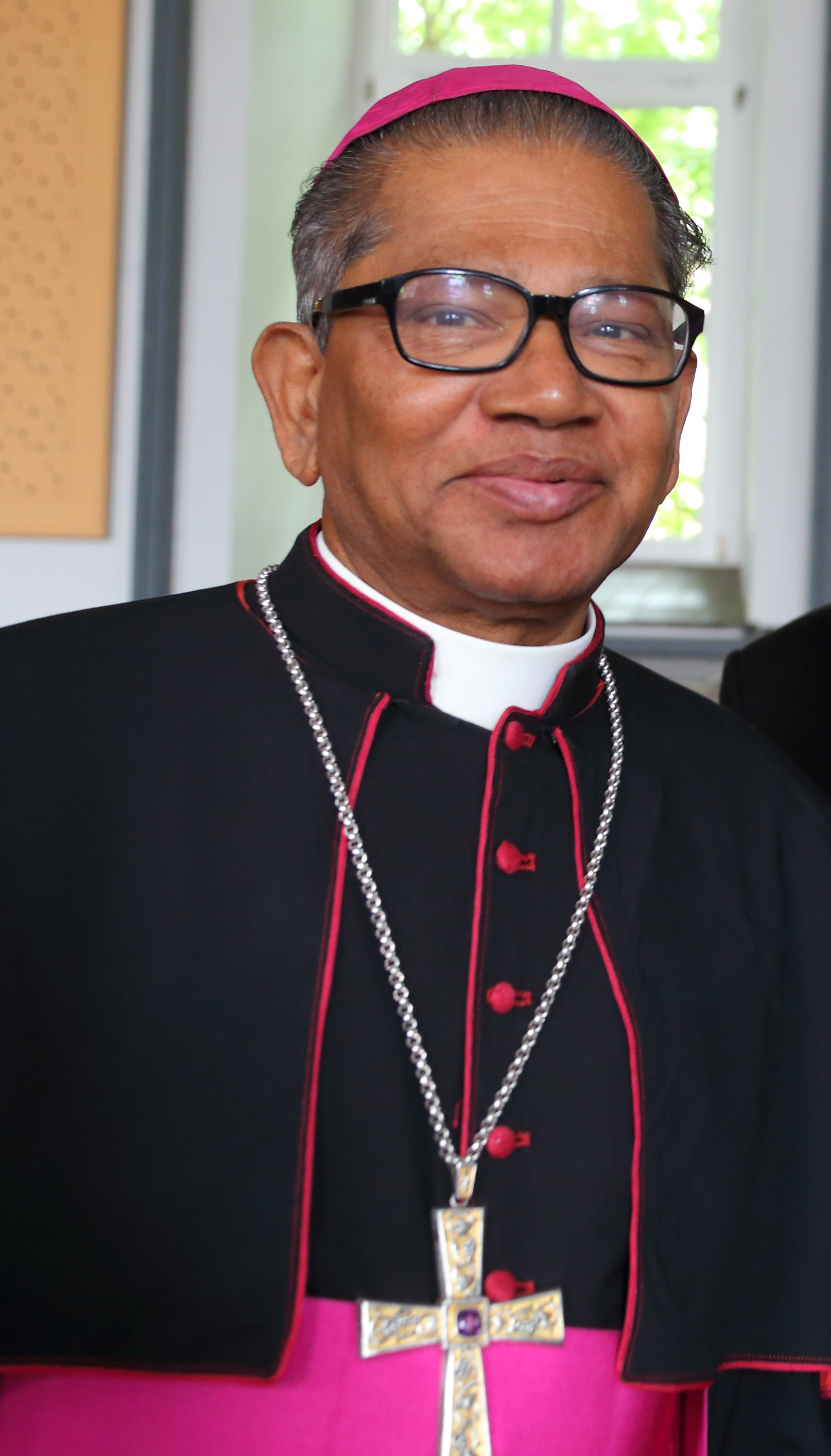
Aartsbisschop Thumma Bala (2011-2020)

Hyderabad (aartsbisdom) · Adilabad (Syro-Malabar) · Cuddapah · Khammam · Kurnool · Nalgonda · Warangal